# Сетевой интерфейс
В компьютерных сетях сетевым интерфейсом называют:
1. Точку соединения между компьютером пользователя и частной или общественной сетью;
2. Сетевую карту компьютера[1];
3. Точку соединения коммутируемой телефонной сети общественного пользования и телефона;
4. Точку соединения двух сетей между собой.

Некоторые возможные параметры сетевых интерфейсов: сетевой адрес, аппаратный адрес, маска подсети, широковещательный адрес, метрика, MTU.

Кроме этого, сетевые интерфейсы могут характеризоваться: 
- Флагами, которые определяют состояния устройства, например, такие, как: включен ли интерфейс (Up/Down), находится ли он в неразборчивом режиме (promiscuous/nonpromiscuous)
- Аппаратными характеристиками, такими как адрес памяти, номер IRQ, DMA, порт ввода-вывода;
- Статистической информацией, характеризующей различные аспекты работы интерфейса. Например, количество переданных/полученных байтов/пакетов, число переполнений, коллизий и др. с момента создания интерфейса;
  - Туннели — для инкапсуляции протокола того же или более низкого уровня в другой протокол;
  - Интерфейсы виртуальных сетей (VLAN).